# Javier Cohene
Javier Antonio Cohene Mereles (Pirayú, 3 maggio 1987) è un ex calciatore paraguaiano naturalizzato palestinese, di ruolo difensore.

## Carriera

### Club
Il 31 agosto 2014, in chiusura di calciomercato, ha firmato per il Borac Čačak.

### Nazionale
Nel settembre del 2014 è stato convocato nella nazionale di calcio della Palestina per l'edizione 2014 del torneo amichevole Philippine Peace Cup.